# 日本大学総合生涯学習センター
座標: 北緯35度41分58.4秒 東経139度45分17.1秒 / 北緯35.699556度 東経139.754750度
日本大学総合生涯学習センター（にほんだいがくそうごうしょうがいがくしゅうセンター）は、市民を対象とした生涯学習の場として、2004年に開設された。公開講座の事業は、平成26年度春期開講をもって休止している。

## 概要
日本大学は、市民を対象とした生涯学習の場として、日本大学総合生涯学習センターを2004年度に開設した。日本大学がもつスケールメリット・知的財産を活かした学習講座を社会に開講していた。一般市民を対象に、総合大学としての日本大学が保有する学問領域を社会に還元し、生涯学習活動の支援を行っていた。公開講座のジャンルは、歴史、文学、哲学、法律、コミュニケーション、外国語等、総合大学の特色を生かした分野となっていた。

## 所在地
東京都千代田区神田三崎町2-2-3通信教育部3号館に所在していた。現在、当該住所は法学部13号館となっている。